# John Savile (3e comte de Mexborough)
John Savile, 3e comte de Mexborough (3 juillet 1783 - 25 décembre 1860), titré vicomte Pollington  jusqu'en 1830, est un pair britannique et un homme politique conservateur .

## Biographie
Il est le fils de John Savile (2e comte de Mexborough), et Elizabeth, fille de Henry Stephenson .
Aux élections générales de 1807, il est élu député de Pontefract après s'être présenté sans succès en 1806 . Il est battu aux élections générales de 1812, mais retrouve le siège aux élections partielles de décembre 1812  et le conserve jusqu'à sa retraite lors des élections de 1826. Il est réélu en 1831, mais ne se représente pas aux élections générales de 1832 .
Il succède à son père au comté en 1830. Cependant, comme il s'agit d'une pairie irlandaise, cela ne lui permet pas de siéger à la Chambre des lords.

## Famille

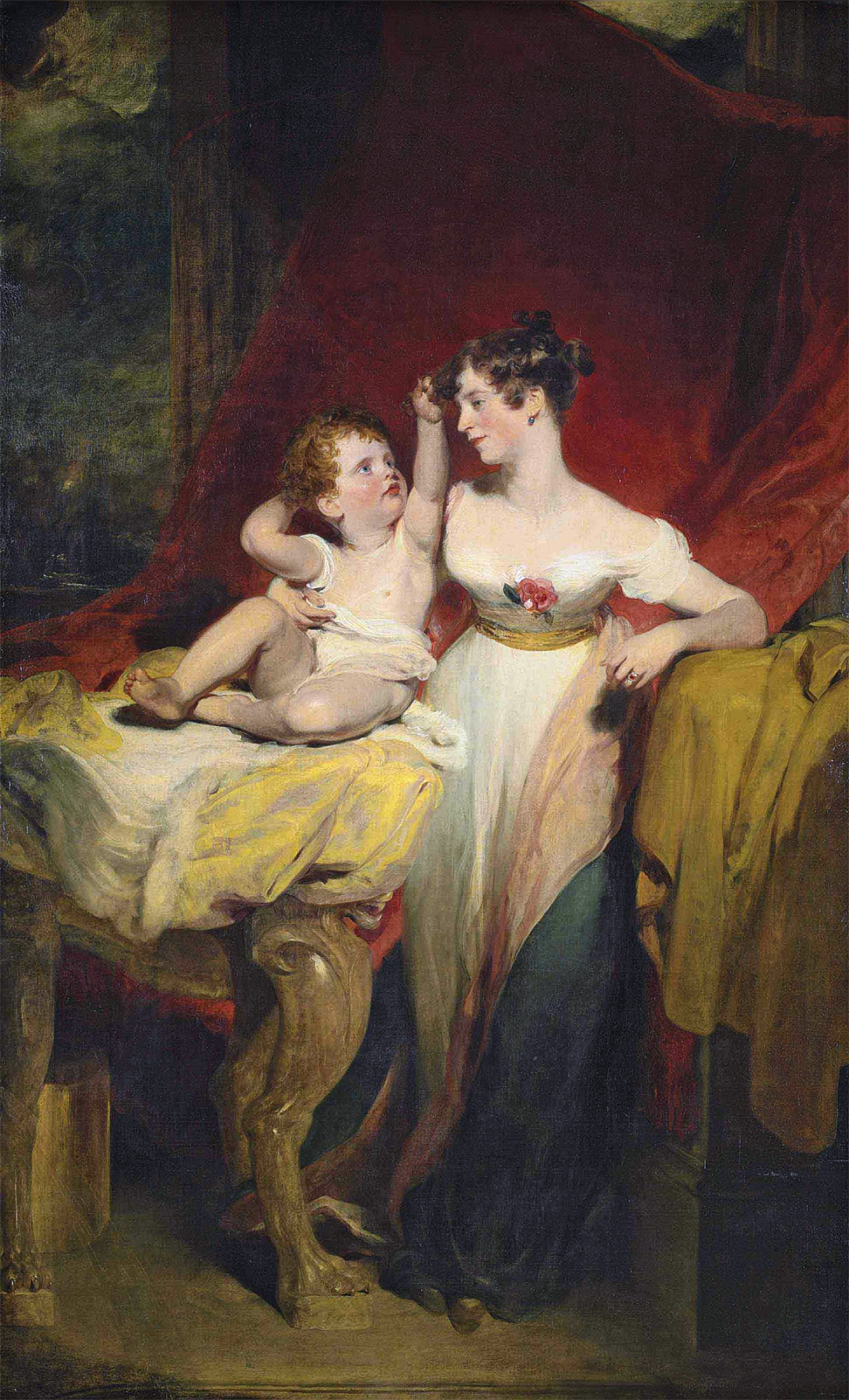
Anne, vicomtesse Pollington, future comtesse de Mexborough (décédée en 1870), avec son fils, John Charles, futur 4e comte de Mexborough (Thomas Lawrence) London, collection Moretti Fine Art

Lord Mexborough épouse Lady Anne, fille de Philip Yorke (3e comte de Hardwicke), en 1807. Il meurt en décembre 1860, à l'âge de 87 ans. Son fils aîné, John Savile (4e comte de Mexborough), lui succède au comté. Lady Mexborough est décédée en juillet 1870 .